# Шрек 5
„Шрек 5“ (на английски: Shrek 5) е предстоящ американски анимационен филм от 2026 г., който е базиран на едноименната книга през 1990 г, написана от Уилям Стийг. Продуциран от „Дриймуъркс Анимейшън“, и разпространен от „Юнивърсъл Пикчърс“, той е продължение на „Шрек завинаги“ (2010) и петата основна част, както и изцяло седмият филм от филмовата поредица „Шрек“. Режисьори са Уолт Дорн и Конрад Върнън, сърежисьор е Брад Ейбълсън, сценарият е на Майкъл Макмълърс, а сюжетът е на Крис Мелендари, който е продуцент заедно с Джина Шей. Майк Майърс, Еди Мърфи и Камерън Диаз ще се завърнат като съответните си озвучаващи роли като Шрек, Фиона и Магарето, а Зендая се присъединява към актьорския състав.
Филмът ще излезе по кината в Съединените щати на 23 декември 2026 г.

## Актьорски състав
- Майк Майърс – Шрек[4][1]
- Еди Мърфи – Магарето[4][5][1]
- Камерън Диаз – Фиона[4][1]
- Зендая – Фелисия[2]